# فوتبال در چاد
فوتبال با فاصله زیاد پرطرفدارترین ورزش در چاد است.